# Ellipsidion castaneum
Ellipsidion castaneum är en kackerlacksart som först beskrevs av Robert Walter Campbell Shelford 1907.  Ellipsidion castaneum ingår i släktet Ellipsidion och familjen småkackerlackor. Inga underarter finns listade i Catalogue of Life.